# Jannick Buyla
Jannick Buyla, né le 6 octobre 1998 à Saragosse, est un footballeur international équatoguinéen. Il joue au poste d'ailier.

## Biographie

### En club
Passé par les jeunes de l'UD Amistad et du CD Oliver il arrive en 2010 au Real Saragosse où il a continué sa formation. Le 2 août 2017, il est prêté au CD Tudelano qui évolue en troisième division. Il fait ses débuts le 24 septembre contre le CD Lealtad (0-0 à domicile).
Le 24 janvier 2018, il retourne au Real Saragosse, où il joue avec la deuxième équipe, le Deportivo Aragón.
Le 11 mai 2019, il joue son premier match avec l'équipe première du Real Saragosse, en entrant en cours du jeu à la place de James Igbekeme. Le real Saragosse s'impose sur la pelouse de l'Extremadura UD 0-3 en deuxième division.
Le 28 janvier 2021, il est prêté à l'UC Murcia CF.
Le 5 juillet 2021, il est de nouveau prêté, au Gimnàstic Tarragone.

### En sélection
Jannick Buyla reçoit sa première sélection en équipe de Guinée équatoriale le 8 septembre 2019, contre le Soudan du Sud. Ce match gagné 1-0 rentre dans le cadre des éliminatoires du mondial 2022.
En début d'année 2022, il est retenu par le sélectionneur Juan Micha afin de participer à la Coupe d'Afrique des nations 2021 organisée au Cameroun. Lors de ce tournoi, il joue cinq matchs. Il se met en évidence en marquant un but contre le Sénégal en quart de finale, mais ne peut empêcher l'élimination de son équipe, 3-1. En décembre 2023, il est retenu dans la liste des vingt-sept joueurs équatoguinéens par Juan Micha pour disputer la Coupe d'Afrique des nations 2023.